# 42호 강하엽병소총
FG 42 자동소총(독일어: Fallschirmjägergewehr 42; FG 42)은 제2차 세계대전 중 나치 독일이 개발한 자동소총이다. 이 총기는 크레타 침공 후 독일 공수부대(Fallschirmjäger)의 요청으로 개발되었다. 단발 사격과 연사 모두 가능하나, 경지원화기로도 사용이 가능하다. 개발은 헤르만 괴링이 주도하였다. 그러나 소수만이 생산 및 배치되었다. 발사속도가 다른 자동 소총보다는 느리긴 하나, 명중률이 높다.

## 개발
크레타 침공 때, 독일의 공수부대 전략은 공수부대원이 단지 권총을 가지고 강하하고, 그 후에 기관단총, 소총, 수류탄 등을 상자에 실어 내려보내는 것이었다. 공수부대원들이 낙하산을 매고 강하해야하기에 병기를 그다지 많이 소유할 수 없었기 때문이었다. 그 결과, 그리스와 영국군의 장거리 소총 사격에 의하여 독일 공수부대원들은 상자 안의 병기를 손에 넣기도 전에 사살당했다. 이로 인해 공수부대에 적합한 소총이 필요하다는 요구가 발생한다.
독일 공군의 사령관, 헤르만 괴링은 그의 부대원들이 좀 더 진보된 자동소총이 필요하다고 언급하였다(독일 공수부대는 육군이 아닌 공군 소속임). 그리하여 공군 내에서 자체적으로 개발에 들어갔다. 소총의 조건은 전장이 1 m가 넘지 않으며, Kar98k보다 가벼울 것이며, 반자동 사격시는 클로즈드 볼트, 자동 사격시는 오픈 볼트에서 발사되어야하며, 10발 또는 30발 용량의 탄창을 사용해야 한다는 것이었다. 조건 중 유일하게 부합되지 않는 것은 후에 돌격소총인 StG 44에 사용될 7.92 × 33 mm 쿠르츠탄을 사용하지 않고 Kar98k와 같은 7.92 × 57 mm 마우저탄을 사용한다는 것이었다.
6개의 회사에게 계약이 주어졌으나 오직 몇 정의 프로토타입만이 도착했다. 라인메탈-보르지크의 루이스 슈탕게의 설계가 채택되었으며, 술의 하인리히 크리크호프와 알텐부르크의 L. O. 디트리히가 대량 생산을 맡았다. 설계 실수로 2번 수정되었으나, 그와 함께 생산가와 중량도 함께 증가하였다.

## 야전 테스트
FG 42는 원래 나치 독일의 소총 중 주요 생산병기로 계획되었으나 오직 소수만이 생산되었다. 그 중 일부가 공수부대원들에게 전해졌으며, 야전 테스트를 거쳤고, 몇몇 단점들이 드러났다. FG 42의 탄창은 그 당시 많은 기관단총들과 비슷하게 총의 좌측에 위치하는데, FG 42의 탄창은 소총탄이 20발(또는 10발)이 들어있었기에 무게균형이 맞지가 않았다. 게다가 자동사격시 반동이 심했다. 이로 인해서 자동 사격은 부분적으로만 유용하게 되었다. FG 42의 소염기는 반동과 화염을 줄이는 데 도움이 되었으나, 그만큼 다른 무기보다 총성이 심했다. 미국의 M14 소총도 이와 같은 문제를 가졌으나 총의 설계와 소염기를 수정하여 해결하였다.
FG 42는 반자동 사격시 클로즈드 볼트에서 발사되는데, 이로 인해 명중률을 높일 수 있었다. 자동 사격시는 오픈 볼트에서 발사되는데, 이로 인해 과열을 막아 총탄의 작약이 뇌관의 폭발 없이 점화되는 현상을 방지하였다.
전후, 미국의 기술자들은 독일의 기술을 배워가 FG 42를 본딴 M1941 존슨 경기관총, MG 42의 몇몇 기술을 이용한 M60 기관총을 개발하였다.

## 배치
약 2천 정이 크리크호프에 의해 생산된 후, 리시버를 만드는 데 필요한 망간강이 다른 분야에 우선권이 부여되자, 설계의 변경이 필요해졌다. 그 이유로 설계를 변경하면서, 핸드가드 아래에 있는 이각대의 재배치, 손잡이의 각도 변경, 핸드가드 면적의 확대, 개머리판의 목재 대체 등을 적용하였다.

## 같이 보기
- M1941 존슨 경기관총
- M60 기관총